# 锡尔瓦埃斯库拉 (塞维尔-杜沃加)
锡尔瓦埃斯库拉是葡萄牙阿威罗区的一个堂区。总面积14.24平方公里，总人口1738人，人口密度122.1人/平方公里。